# Escola antiga Caixa d'Estalvis
L'Escola antiga Caixa d'Estalvis és una obra historicista de Lleida protegida com a Bé Cultural d'Interès Local.

## Descripció
Edifici compacte de planta rectangular, amb pati central cobert amb claraboia, de planta baixa i pis, més dues torres amb una segona planta. Façana de composició historicista, simètrica, amb dues torres. Elements decoratius a les finestres i a la façana, balconades de ferro molt treballat, pedra, rajola del Vendrell i coberta a la catalana.

## Història
S'ha cobert posteriorment el pati central i s'han fet canvis a la distribució interior.